# دانتي روس
دانتي روس (بالإنجليزية: Dante Ross)‏ هو منتج أسطوانات وملحن أمريكي، ولد في 11 أكتوبر 1967 في سان فرانسيسكو في الولايات المتحدة.

## وصلات خارجية
- دانتي روس على موقع ميوزك برينز (الإنجليزية)
- دانتي روس على موقع أول ميوزيك (الإنجليزية)
- دانتي روس على موقع ديسكوغز (الإنجليزية)